# Зумпф
Зумпф (від нім. Sumpf - болото, трясовина, відстійник):
- Частина шахтного стовбура, відстійник для рудникових вод.
- Ящик для збирання шлаку при промиванні руд.
- Збірник обводненого матеріалу (гідросуміші) для відстоювання або накопичення перед подальшою обробкою та транспортуванням.

Зумпф, що має злив для рідини, частково виконує роль згущувача. При цьому осад, що накопичується в донній зоні, може відкачуватися насосом або вичерпуватися елеваторними ковшами (див. багер-зумпф).
* Нижня частина литника ( його продовження)  у ливарній формі, де збирається забруднення при залівці форми металом.